# سیدوفوویر
سیدوفوویر (انگلیسی: Cidofovir) با نام تجاری Vistide، یک داروی ضد ویروسی تزریقی است که در درجه نخست به عنوان درمان رتینیت سیتومگالوویروس (عفونت شبکیه چشم) در افراد مبتلا به ایدز به کار می‌رود.
این دارو در سال ۱۹۹۶ مجوز مصرف گرفت.

## کارکرد
متابولیت فعال آن، سیدوفوویر دی فسفات، با مهار انتخابی دی‌ان‌ای پلیمراز ویروسی، تکثیر ویروس را مهار می‌کند. همچنین پلیمرازهای انسانی را مهار می‌کند اما این عمل ۸-۶۰۰ برابر ضعیف‌تر از عملکرد آن بر روی پلیمرازهای DNA ویروسی است. همچنین خود را در DNA ویروسی گنجانده و در نتیجه مانع سنتز DNA ویروسی در طول تولید مثل می‌شود.
این دارو دارای فعالیت درون‌کشت‌گاهی در برابر ویروس‌های زیر است:
- هرپس‌ویروسان
- آدنوویروس
- پاکس ویریده (از جمله ویروس آبله)
- ویروس پاپیلوم انسانی

## سنتز
سیدوفوویر را می‌توان از مشتق پیریمیدون و مشتق محافظت شده از گلیسیدول سنتز کرد.